# Севър
Севър (на френски: Sèvres) е община в югозападните покрайнини на Париж, разположена на 9,9 km от центъра на столицата. Населението ѝ е 22 700 жители (1999), плътност – 5806 д./km².
Севър е известен най-вече със Севърската порцеланова манифактура и седалището на Международното бюро за мерки и теглилки.

## Известни севърци
- Шарл Беранже (1816 – 1853) – френски художник.

- Коро, Пътят към Севър, 1855 – 1865
- Анри Русо, Мост в Севър, 1908